# Duolingo
Duolingo — електронна платформа вивчення мови і краудсорсингового перекладу тексту, що має платний та безкоштовний види акаунтів. Сервіс розроблений так, що під час уроків користувачі допомагають перекладати вебсайти, статті та інші документи.

## Освітня модель
«Duolingo» пропонує численні письмові уроки й диктанти, проте розмовним навичкам приділяється менше уваги. Програма веде ігрове дерево навичок, за яким просуваються користувачі, і словниковий розділ, де можна практикувати вже вивчені слова. Учні отримують «бали досвіду» (монети) в міру вивчення мови, наприклад, після проходження уроку. Навички вважаються вивченими, коли учасники виконують всі пов'язані з ними уроки. За один урок можна заробити 10—15 балів. Також можна повторювати вже пройдені теми та заробити 10 балів, а також можна проходити «Легендарні уроки», де можна заробити 40—45 балів. За один курс користувач може вивчити до 2000 слів.
За проходження всіх уроків навику видається два лінґоти (внутрішня ігрова валюта). Існують також інші способи набуття лінґотів. Лінґоти можна витрачати в ігровому магазині або дарувати користувачам, які залишили корисний коментар на форумі. На будь-якому рівні вивчення мови можна за 25 лінґотів купити тест на її знання, після проходження якого буде виданий електронний сертифікат. Тест можна проходити неодноразово.
«Duolingo» використовує для навчання підхід, заснований на аналізі великої кількості статистичних даних. На кожному етапі система запам'ятовує, які питання викликали в користувачів труднощі і які помилки були виявлені. Потім вона агрегує ці дані й використовує для машинного навчання. Таким чином формуються індивідуальні уроки.
Процес навчання в Duolingo поєднує різні методи, такі як:
- прослуховування вимови,
- читання речень,
- розмова з мовними ботами та запис вимови учня,
- формування фраз,
- упорядкування слів,
- пошук зображень для слів[7][8].

## Бізнес-модель
Спочатку «Duolingo» не брав грошей зі студентів за використання платформи. Натомість використовувалась бізнес-модель, заснована на краудсорсингу, у рамках якої студенти запрошуються для перекладу статей і голосування за переклади. Статті приходять від організацій, які платять «Duolingo» за переклад. Документи для перекладу можуть бути завантажені в Duolingo з акредитованого облікового запису. 14 жовтня 2013 року Duolingo оголосив про укладення угод із CNN і BuzzFeed про переклад статей для міжнародних сайтів цих компаній.
Згодом сервіс перейшов на роботу в форматі фриміум, пропонуючи безкоштовний та платний доступ до навчання. Головна відмінність між типами акаунтів у тому, що користувачі безкоштовних акаунтів бачитимуть рекламні оголошення на мобільному пристрої та під час навчання на сайті.

## Мовний інкубатор
29 травня 2013 року генеральний директор Луїс фон Ан анонсував, що замість того, щоб повільно додавати додаткові мови, вони створюватимуть інструменти, необхідні спільноті для побудови нових мовних курсів, з надією представити велику кількість мов і «надати можливість іншим експертам і людям, захопленим конкретною мовою, взяти на себе провідну роль». Так з'явився Мовний Інкубатор, випущений 9 жовтня 2013 року. Крім допомоги спільноті у створенні курсів для поширених мов, «Duolingo» Інкубатор також прагне допомогти зберегти деякі менш популярні мови. Першим курсом, повністю створеним співтовариством «Duolingo» за допомогою Інкубатора, став курс англійської мови для російськомовних, бета-версія якого була запущена 19 грудня 2013 року. Серед курсів, створених спільнотою «Duolingo», є:
- англійська для турецько-, голландо-, польсько-, греко-, китайсько-, індійсько-, індонезійсько-, арабсько-, японсько-, румунсько-, угорсько- і україномовних курсантів;
- німецька, французька та іспанська — для російськомовних;
- іспанська для тих, хто знає португальську,
- французька й португальська мови для іспаномовних.

Станом на березень 2025 року для україномовних курсантів доступно вивчення п'яти мов: англійської, іспанської, італійської, німецької та французької. Крім того, англомовні користувачі можуть вивчати українську мову.
В інкубаторі є три фази.
- Спочатку мова з'являється в «Фазі 1: ще не випущена», після того, як виявлено достатньо інтересу до розвитку курсу з погляду волонтерів, які вільно володіють обома мовами (обов'язкова вимога для учасників).
- Друга фаза, «Фаза 2: бета-версія», починається, коли курс повністю підготовлений і готовий для бета-тестування.
- Нарешті, «Фаза 3: готово для публіки» починається, коли робота над курсом повністю закінчена.

Причина, з якої готові курси залишаються в інкубаторі, полягає в тому, що їх модератори продовжують оперативно налаштовувати окремі деталі для поліпшення курсу. Наприклад, якщо студент невірно відповідає на питання, але бачить помилку в програмі, яка або вводить в оману, або вважає правильну відповідь неправильною, студент може відправити повідомлення з докладним описом того, що сталося.

## Курси

### Мовні курси
Станом на березень 2025 року cервіс пропонує курси з 42 мов.
| Для носіїв                 | Мовний курс |
| -------------------------- | --- |
| Англійської                | Англійська (середній рівень), арабська, в'єтнамська, гінді, грецька, індонезійська, іспанська, італійська, китайська (мандаринська), корейська, нідерландська, німецька, польська, португальська, російська, румунська, турецька, угорська, українська, французька, чеська, шведська, японська, валірійська, валлійська, гавайська, гаїтянська креольська, данська, есперанто, зулу, іврит, ірландська, їдиш, клінгонська, латина, навахо, норвезька, суахілі, фінська, шотландська гельська |
| Арабської                  | Англійська, іспанська, італійська, німецька, французька, шведська |
| Бенгальської               | Англійська, іспанська, італійська, німецька, французька |
| В'єтнамської               | Англійська, іспанська, італійська, німецька, французька, китайська (мандаринська) |
| Гінді                      | Англійська, іспанська, італійська, німецька, французька |
| Грецької                   | Англійська, іспанська, італійська, німецька, французька |
| Індонезійської             | Англійська, іспанська, італійська, німецька, французька |
| Іспанської                 | Англійська, італійська, французька, німецька, каталанська, португальська, російська, шведська |
| Італійської                | Англійська, іспанська, французька, німецька |
| Китайської (мандаринської) | Англійська, іспанська, італійська, німецька, французька, китайська (кантонська), корейська, японська |
| Корейської                 | Англійська, іспанська, італійська, німецька, французька |
| Нідерландської             | Англійська, іспанська, італійська, німецька, французька |
| Німецької                  | Англійська, іспанська, італійська, французька |
| Польської                  | Англійська, іспанська, італійська, німецька, французька |
| Португальської             | Англійська, іспанська, італійська, німецька, французька |
| Російської                 | Англійська, іспанська, італійська, німецька, французька |
| Румунської                 | Англійська, іспанська, італійська, німецька, французька |
| Тагальської                | Англійська, іспанська, італійська, німецька, французька |
| Тайської                   | Англійська, іспанська, італійська, німецька, французька |
| Тамільської                | Англійська, іспанська, італійська, німецька, французька |
| Телугу                     | Англійська, іспанська, італійська, німецька, французька |
| Турецької                  | Англійська, іспанська, італійська, німецька, французька, російська |
| Угорської                  | Англійська, іспанська, італійська, німецька, французька |
| Української                | Англійська, іспанська, італійська, німецька, французька |
| Французької                | Англійська, іспанська, італійська, німецька, португальська |
| Чеської                    | Англійська, іспанська, італійська, німецька, французька |
| Шведської                  | Англійська, іспанська, італійська, німецька, французька |
| Японської                  | Англійська, іспанська, італійська, німецька, французька, китайська (мандаринська), корейська |

Крім вебсайту, існують додатки для iOS, Android, Windows Phone і Windows 10.

### Математика і музика
Крім мовних курсів, сервіс пропонує курси з математики та музики для носіїв англійської, в'єтнамської, гінді, іспанської, італійської, китайської (мандаринської), німецької, португальської, французької та японської мов.

## Історія
«Duolingo» запустив закриту бета-версію 30 листопада 2011 року та зібрав понад 300 000 зацікавлених користувачів. Система стала відкритою всім користувачам 19 червня 2012 і до січня 2014 року мала 25 мільйонів користувачів, з них 12,5 млн — активних. 2013 року компанія Apple обрала найкращим додатком року для iPhone Duolingo, і це був перший освітній додаток, який завоював цю нагороду. У 2013 і 2014 роках Google також визнав Duolingo найкращим додатком для Android.
Російсько-українська війна
Duolingo опублікували заяву генерального директора Луїса фон Ана 14 березня 2022 року. Він заявив, що вони підтримують Україну, та розширять і вдосконалять курс української мови. Весь прибуток від курсів української мови буде передаватися міжнародним організаціям, які допомагають Україні (наприклад UNHCR). Однак Duolingo не покинули російський ринок і продовжують проводити курси російської мови, стверджуючи, що «освіта — це право людини», але в росії доступна лише безкоштовна версія додатку, яка не приносить прибутку. Станом на квітень 2024 року є запити від росіян заборонити Duolingo на території Росії через «пропаганду LGBTQ+», яка визнана в росії екстремістським рухом.